# Yuan Quan
Yuan Quan (袁泉) (Hubei, 6 de octubre de 1977) es una actriz y cantante china.  

## Biografía
Se graduó en la Academia Central de Drama en su China natal.

## Filmografía
- 1921 (2021)
- The Captain (2019)
- The Last Tycoon (2012)
- My Ex-wife's Wedding (2010)
- Like a Dream (2009)
- Shanghai Rumba (2006)
- The Proud Twins (2005)
- Waiting Alone (2004)
- The Law of Romance (2003)
- For the Children (2002)
- A Love of Blueness (2000)
- Rhapsody of Spring (1998)
- Once Upon a Time in Shanghai (1998)[1][2]

## Premios y nominaciones
| Año  | Categoría               | Premio                     | Trabajo     | Resultado |
| ---- | ----------------------- | -------------------------- | ----------- | --------- |
| 2020 | Best Supporting Actress | 33rd Golden Rooster Award  | The Captain | Ganó      |
| 2020 | Best Supporting Actress | 35th Hundred Flowers Award | The Captain | Ganó      |